# Bandakia phreatica
Bandakia phreatica är en kvalsterart som beskrevs av Cook 1974. Bandakia phreatica ingår i släktet Bandakia och familjen Anisitsiellidae. Inga underarter finns listade.